# 敷島公園ばら園
敷島公園ばら園（しきしまこうえん ばらえん）は、群馬県前橋市敷島町の敷島公園にあるバラ園である。
2022年（令和4年）からは門倉テクノ株式会社とのネーミングライツ契約により、「敷島公園門倉テクノばら園」の愛称を用いている。

## 歴史
1971年（昭和46年）に200種類、2,000本のバラが咲く公園として開園した。その後、2008年（平成20年）3月29日から6月8日まで開催の「全国都市緑化ぐんまフェア」の総合会場となる際に大規模な改修工事が行われ、バラの数が600種、7,000株に増え現在に至っている。
改修前は桜、花菖蒲、ボタン、ツツジなども咲いていたが、現在はバラのみとなった。園内には詩人・萩原朔太郎の生家を移築した萩原朔太郎記念館（2017年4月前橋中心地へ移転）や、「糸の町」前橋をしのぶ蚕糸記念館などがあり、前橋市の歴史や文化に触れることもできる（すべて無料）。
広さは4.5ヘクタール。2,000 m2。

## 前橋市蚕糸記念館（旧蚕糸試験場事務棟）
前橋市蚕糸記念館（まえばししさんしきねんかん）は、1912年（明治45年）6月11日、国立原蚕種製造所前橋支所事務棟として前橋市岩神町（現・昭和町）で落成した。施工は埼玉県の関口孝治郎。
木造平屋建、切妻造平入、瓦葺で、棟中央に換気塔がある。規模は桁行16間（29.1 m）、梁間5間（9.1 m）で、玄関ポーチ（12尺（3.6 m）×13尺（3.89 m））をつける。
1981年（昭和56年）現在地に移築。この際に建物の向きが東向きから南向きに変更されている。
同年7月10日群馬県指定重要文化財に指定。

## アクセス
- 公共交通
  - JR両毛線前橋駅から関越交通バス緑が丘線「総合スポーツセンター行き」（2系統あり）利用、「老人センター入口」下車[2]。ばら園北門まで至近。
  - JR上越線群馬総社駅から徒歩約48分[7]。
- 車
  - 関越自動車道前橋IC下車、国道17号前橋方面へ約7 km。または、駒寄PAスマートIC下車、上毛大橋を渡り、2つめの信号を右折し約2 km。

## 所在地
- 群馬県前橋市敷島町262
- 開園日・休園日
  - 休園日：年中無休
  - 開門時間：9:00
  - 閉門時間：17:00（蚕糸記念館は16:00まで、蚕糸記念館はバラ園祭り期間および4月-11月の土日祝日のみ開館[8]）

※バラ園祭り期間中はライトアップの為、21時閉門。ただし、正門（南門）西の通用門は常時開門している。
- ばら園管理事務所
  - 休業日：12月29日から翌年1月3日
- 業務時間：8:30から17:15
- 注意事項：ばら園内は自転車、ペットの入場は禁止。
- ペットはケージに入れている場合のみ、入場可能。